# Форни ди Сото
Фо̀рни ди Со̀то (на италиански: Forni di Sotto; на фриулски: For Disot, Фор Дисот) е село и община в Северна Италия, провинция Удине, автономен регион Фриули-Венеция Джулия. Разположено е на 777 m надморска височина. Населението на общината е 660 души (към 2010 г.).